# Santa Coloma vella de Surri
Santa Coloma vella de Surri és la primitiva església parroquial, romànica, del poble de Surri, en el terme municipal de Vall de Cardós, a la comarca del Pallars Sobirà, dins de l'antic terme de Ribera de Cardós.
Estava situada dins del nucli de població, en el seu sector nord-est. Només se'n conserva una bona part del paviment, a més d'alguna resta escadussera.